# Mathias Zell
Mathias Zell, noto anche come Matthäus Zell e Matthew Zell (21 settembre 1477 – 9 gennaio 1548), è stato un teologo tedesco, luterano e riformatore, con sede a Strasburgo. Marito di Katharina Schütz nel 1524 , fu uno dei primi preti a sposarsi.

## Biografia
Figlio di un produttore di vino di Kaysersberg, studia presso le Università di Magonza, Erfurt e Friburgo, della quale diverrà rettore nel 1517 . Il suo connazionale Johann Geiler von Kaysersberg esercita una forte influenza su di lui.
Predicatore della cattedrale di Strasburgo , nel 1522 si trova a dover affrontare le accuse rivoltegli dal vescovo il quale, accortosi della pericolosità della sua predicazione, fa di tutto per rimuoverlo dal suo incarico: l'autorità ecclesiastica formula contro di lui un capo d'accusa in 24 articoli. Zell risponde alle accuse mossegli intorno alla Pasqua del 1523, redigendo uno scritto dal titolo Responsabilità cristiana   , il primo testo in assoluto della Riforma di Strasburgo. 
In questo scritto Zell affronta la questione del clero e del potere ecclesiastico costruito su di esso, mirando a far crescere intorno a sé il consenso dei colleghi predicatori contro gli abusi del clero; la giustificazione per fede è, sempre secondo Zell, il fondamento necessario ad un clero rinnovato per annunciare fedelmente la parola di Dio, senza più pretendere un potere spirituale di cui ha fin qui abusato. 
Nello stesso anno, ospita fraternamente nella sua casa Martin Bucero il quale, scomunicato dal vescovo di Spira insieme con Heinrich Motherer per l'attività riformatrice nella città di Wissembourg, cerca rifugio a Strasburgo .